# چرای جنگلی
چرای جنگلی (به انگلیسی: Hillside pasture) فیلمی هندی محصول سال ۲۰۲۱ و به کارگردانی کریش است. در این فیلم بازیگرانی همچون پانجا وایسشناو تج، راکول پریت سینگ، کوتا سرینیواسا راو و نثار ایفای نقش کرده‌اند.